# دیوید ویدال
دیوید ویدال (انگلیسی: David Vidal؛ زادهٔ ۲ اوت ۱۹۵۰) بازیکن فوتبال اهل اسپانیا است.
از باشگاه‌هایی که در آن بازی کرده‌است می‌توان به باشگاه فوتبال کادیس، باشگاه فوتبال ویارئال، باشگاه فوتبال خرز، و باشگاه فوتبال دپورتیوو لاکرونیا اشاره کرد.